# Boulogne (Vendeia)
Boulogne, ou, na sua forma portuguesa, Bolonha, foi uma comuna francesa na região administrativa da Pays de la Loire, no departamento de Vendéia. Estendia-se por uma área de 12,23 km². Em 2010 a comuna tinha 765 habitantes (densidade: 62,6 hab./km²).
Em 1 de janeiro de 2016, passou a formar parte da nova comuna de Essarts en Bocage.